# Giovanni Tofani
Giovanni Tofani (Genova, 27 aprile 1875 – Roma, 16 luglio 1947) è stato un ingegnere e politico italiano.

## Biografia
Giovanni Tofani nasce a Genova il 27 aprile 1875. Laureatosi in Ingegneria Industriale nel 1899, fu Consulente Generale della Siemens & Halske per l'elettrometallurgia di Berlino  dal 1907 al 1913 e in seguito Direttore degli stabilimenti metallurgici di Saint-Marcel (Aosta). Come ingegnere industriale progettò l'impianto per l'utilizzazione delle acque del Nilo ad Assuan; fu il primo in Italia a produrre il silicio ad alto tenore e fu amministratore delle società Carbon e SICE (Società Italiana Carboni Elettrici) per il potenziamento delle quali sviluppò gli impianti idroelettrici del Tronto iniziando nel 1924 la costruzione della diga del Lago di Scandarello. Fu nominato Senatore del Regno d'Italia il 24 gennaio 1929, effettuando il giuramento e ottenendo la convalida il 18 maggio dello stesso anno. Nella seconda metà degli anni trenta gli viene affidata la presidenza di Cinecittà fino al passaggio di questa nelle mani dello Stato nel 1939.
Il 7 agosto del 1944 l'Alta Corte di Giustizia per le Sanzioni contro il Fascismo (ACGSF) sottopone il Sen. Giovanni Tofani ad un deferimento rivolto ai "Senatori ritenuti responsabili di aver mantenuto il fascismo e resa possibile la guerra sia coi loro voti, sia con azioni individuali, tra cui la propaganda esercitata fuori e dentro il Senato", provvedendo all ordinanza di decadenza e alla sentenza di cassazione della decadenza.
Negli anni a seguire si ritira nella propria residenza a Roma, assistito dalla figlia Giovanna, dove muore il 16 luglio 1949.

## Cariche politico - amministrative
- Presidente di Cinecittà (1938-1940)
- Presidente della Commissione Reale per la provincia di Ascoli Piceno
- Presidente del Consorzio antitubercolare della provincia di Ascoli Piceno
- Presidente della società calcistica Ascoli (1922-1923)[4]
- Presidente della Scuola agraria Ulpiani di Ascoli Piceno
- Membro del Consiglio superiore del lavoro (20 giugno 1921)